# Ernst Däumig

Ernst Däumig

Ernst Friedrich Däumig (* 25. November 1866 in Merseburg; † 4. Juli 1922 in Berlin) war ein sozialistischer Politiker und Journalist.

## Leben
Däumig absolvierte 1887 seinen Militärdienst und schloss sich daraufhin bis 1898 der Fremdenlegion an. Nach Deutschland zurückgekehrt trat er der SPD bei und arbeitete ab 1901 bei verschiedenen Parteizeitungen in Gera, Halle (Saale) und Erfurt. 1911 in die Redaktion des Vorwärts berufen, war er auch in der Bildungs- und Schulungsarbeit der Partei aktiv. Als Kriegsgegner und Kritiker der Burgfriedenspolitik der Parteiführung wurde er 1916 aus der Vorwärts-Redaktion entfernt, gab das Mitteilungs-Blatt der Parteilinken heraus, schloss sich 1917 der USPD an und leitete 1918 zeitweise deren Sekretariat.
Däumig unterhielt 1918 enge Kontakte zur Führung der Revolutionären Obleute und begrüßte früh die Oktoberrevolution. Er entwickelte sich zum Sprecher des linken, die Rätedemokratie befürwortenden Parteiflügels. Den Rätegedanken propagierte Däumig vor allem in der von ihm seit Januar 1919 herausgegebenen Zeitschrift Der Arbeiter-Rat. Während der Novemberrevolution wurde er als Beigeordneter ins preußische Kriegsministerium entsandt und wurde Mitglied des Berliner Vollzugsrats. Däumig stellte den Hauptantrag auf dem Reichsrätekongress im Dezember 1918, der anstelle der Einberufung der Nationalversammlung die Verankerung des Rätesystems im künftigen Staatsaufbau vorsah; dieser wurde von den Delegierten mit großer Mehrheit abgelehnt. Däumig warnte am 5. Januar 1919 in der Konferenz der politischen Führer der Revolutionären Obleute, der USPD und der KPD vor der von den meisten Anwesenden gewollten Aufnahme des Kampfes gegen die Ebert-Regierung, weil er die Erfolgsaussichten sehr gering einschätzte. Mit Richard Müller und vier anderen stimmte er entgegen einer großen Mehrheit gegen den Versuch zum Sturz der Regierung und befürwortete lediglich den Generalstreik. Von 1918 bis 1920 gehörte er zu den führenden Köpfen der Berliner Rätebewegung und engagierte sich während des Generalstreiks im März 1919, sowie bei der Gründung der Berliner Betriebsrätezentrale.
Im Frühjahr 1919 noch bei der Wahl zum Parteivorsitz Hugo Haase unterlegen, gelangte er im Dezember des Jahres an die Parteispitze der USPD und wurde im Juni 1920 in den Reichstag gewählt. Als Mitglied einer Parteidelegation verhandelte Däumig im selben Jahr mit der Kominternführung in Moskau über den Beitritt der USPD und gehörte auf dem Parteitag der USPD in Halle im Oktober des Jahres zum linken Mehrheitsflügel, der sich im Dezember mit der KPD vereinigte.
Gemeinsam mit Paul Levi zum Co-Vorsitzenden der nunmehr Vereinigten KPD gewählt (die für etwa zwei Jahre auch unter dem Alternativkürzel VKPD firmierte), trat er schon im Februar 1921 zusammen mit Levi aus Kritik an der „Offensivstrategie“ der Parteimehrheit, die einen gewaltsamen revolutionären Umsturz befürwortete, vom Vorsitz zurück und verließ die KPD wenig später nach der gescheiterten Märzaktion und dem Parteiausschluss Levis. Er gründete gemeinsam mit Levi und anderen Ausgetretenen die Kommunistische Arbeitsgemeinschaft (KAG) und redigierte deren Organ Unser Weg. Im April 1922 trat er mit einem Großteil der KAG wieder der USPD bei und starb wenig später.